# Rádio Notre-Dame
A Rádio Notre-Dame é uma estação de rádio católica geral.

## Histórico
A Rádio Notre-Dame foi criada em 1981 por Jean-Marie Lustiger, Arcebispo de Paris, com a ajuda do Padre Alain Maillard de La Morandais .
A Rádio Notre-Dame é presidida por Denis Jachiet, Bispo Auxiliar de Paris desde junho de 2017. Ele sucedeu Dom Michel Aupetit  (2013 a 2017) e Jean-Yves Nahmias (2006 a 2013).
O gerente geral, Bruno Courtois dirige a rádio desde novembro de 2002. Sucedeu a Nicolas Barré, que morreu em abril de 2002 após  um interino exercido pelo vice-presidente da rádio, Georges-Christian Chazot. Ao contrário de Nicolas Barré (CEO da África n°1 em Paris, então diretor da Caen FM), Bruno Courtois vem da imprensa escrita (foi jornalista do Le Parisien antes de ser recrutado pela diocese).

## Identidade da estação

### Slogan
- Desde agosto de 2011: “A vida ganha sentido”.

### Status
A Rádio Notre-Dame é uma rádio associativa. É cofundadora e membro do COFRAC.

### Financiamento
No passado, a diocese de Paris foi a principal contribuinte para o rádio. Sua participação no orçamento da rádio agora é zero. Uma vez que, devido ao seu status associativo, a Rádio Notre-Dame é limitada na publicidade, por isso apela para doações, sua principal fonte de renda. Também retira alguns recursos de parcerias feitas em particular na forma de crônicas ou patrocínio de programas

## Equipes

### Direção
A Rádio Notre-Dame é presidida por Denis Jachiet, Bispo Auxiliar de Paris. O diretor geral é Bruno Courtois.

## Programação

### Eventos
- Nos dias 12 e 13 de maio de 2017, a Rádio Notre Dame montou seus estúdios em Fátima para a celebração do centenário das aparições da Virgem Maria [2].

## Difusão

### Em geral
Além de sua transmissão diária em Paris e em toda a  Île-de-France, os programas da Radio Notre-Dame são transmitidos em rádios membros da Comunidade Francófona de Rádios Cristãs ( COFRAC ), ou seja, 65 frequências na França e 45 rádios em todo o mundo. A Rádio Grand Ciel em Chartres e Dreux também recebe programas da Rádio Notre-Dame.

### Frequências FM
A Rádio Notre-Dame transmite de Paris e Beauvais em uma frequência compartilhada com a Fréquence protestante e de Laon.

## Audiência
De acordo com uma pesquisa da CSA publicada no site da rádio, em  janeiro de 2003 na Île-de-France, 140 700 ouvintes ouviam diariamente a Rádio Notre-Dame. A maioria tinha 35 anos ou mais. 50% eram católicos praticantes, 30% não praticantes e 20% sem confissões ou outros.
Hoje a Rádio Notre-Dame não consegue avaliar sua audiência ou o impacto de sua programação em seus ouvintes.